# آتش‌بیگ

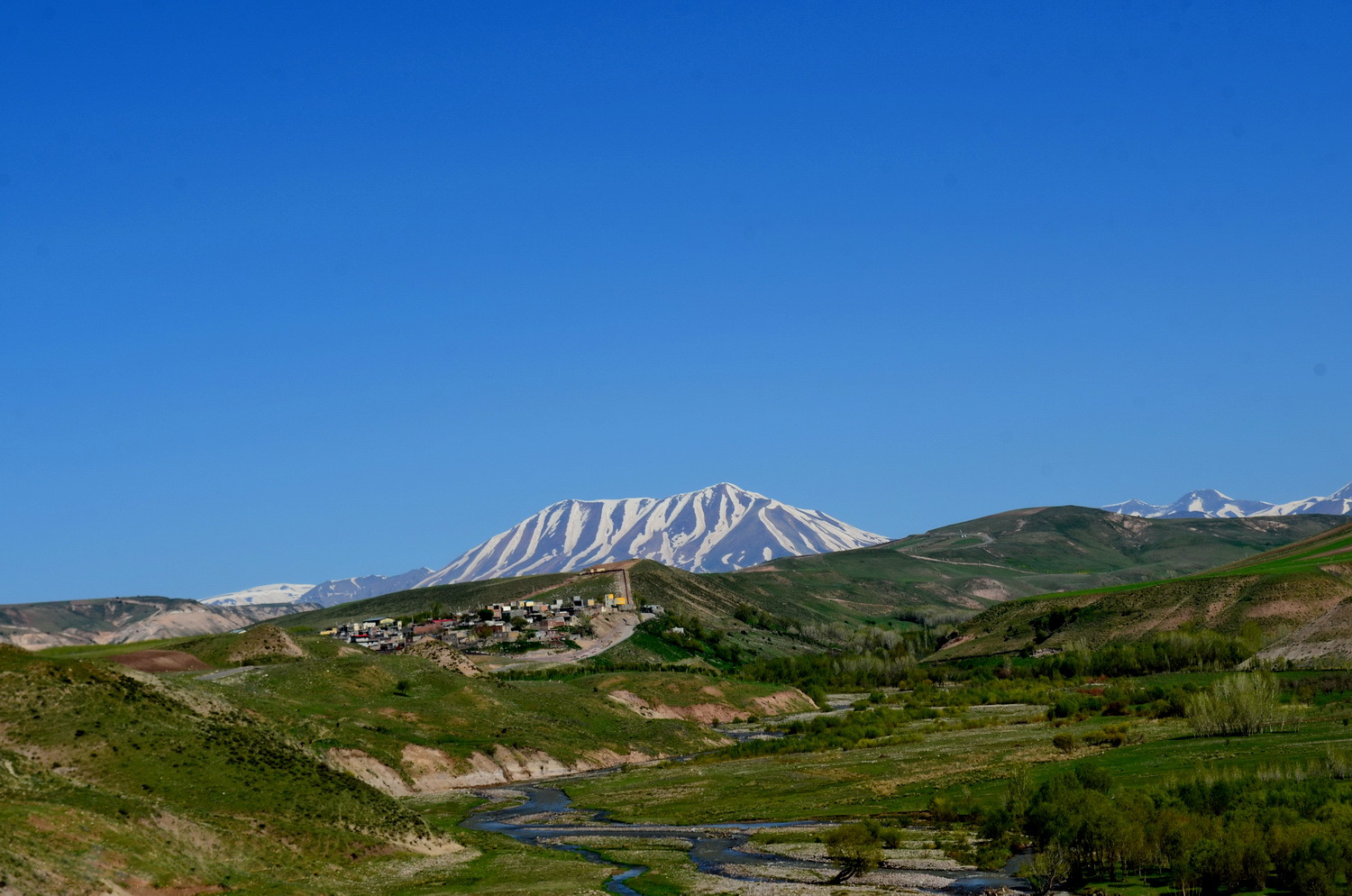
روستای آتش‌بیگ

آتش‌بیگ یکی از دهستان‌های استان آذربایجان شرقی و تابع شهرستان هشترود است دربهار و تابستان جمعیت این روستا به بیش از ۱۲۰۰نفرو۳۸۱خانوار می رسد. آتش‌بیگ بزرگ‌ترین و مهم‌ترین دهستان‌ هشترود به‌شمار می‌آید.آتش‌بیگ مرکز دهستان قرانقو (سهند آباد)با۴۵ روستا وهمچنین ۶۵روستا در حوزه‌ استحفاظی پاسگاه آتش‌بیگ است با کمال تاسف طی اين  سال ها دچاربی مهری از سوی مسئولان شده است وصاحب بخشداری نشده است مردم شریف وصبور سهند آباد هر شب را به امید اینکه روزی سهند آباد بخش شود و از مشکلاتشان کاسته شود صبح می کنند.